# 大森美香
大森 美香（1972年3月6日—），日本女編劇、導演，出生於福岡縣築上郡築城町。

## 生涯
學生時期因受到喜歡電影及電視劇的母親之影響，而進入學校的戲劇部，開始接觸戲劇。
神奈川縣立橫濱翠嵐高等學校畢業後，就讀青山學院女子短期大學藝術學科，畢業後加入名古屋電視台，在東京本部擔任經理、祕書業務等職位後，在24歲時離職。
其後在媒體中心認識了講師，即當時富士電視台製作室第一製作部企劃部長山田良明，因而和富士電視台簽下合約，開始擔任AD（助理導演）。期間，編寫的劇本《美少女H》受到賞識而正式成為職業編劇。

## 編劇作品

### 電視劇
- 1998年：美少女H（富士電視台）執筆第12集
- 1999年：戀愛結婚的法則（日语：恋愛結婚の法則）（富士電視台）執筆第7集
- 2000年：二千年之戀（日语：二千年の恋）（富士電視台）與藤本有純共同執筆第6集
- 2000年：愛情賓館大客滿（日语：ただいま満室）（朝日電視台）執筆第1、2、4、6、8、10集
- 2001年：叫他第一名（富士電視台）
- 2002年：漂流教室（富士電視台）
- 2002年：午餐女王（富士電視台）執筆第4～12集
- 2002年：相親放浪記（日语：お見合い放浪記）（NHK）
- 2003年：きみはペット（TBS電視台）兼任第9集導演
- 2003年：ニコニコ日記（NHK）
- 2003年：ラストプレゼント（NHK）
- 2005年：不愉快的基因（富士電視台）
- 2005─2006年：風のハルカ（NHK晨間劇）
- 2006年：里見八犬伝（TBS電視台）
- 2006年：我的老大，我的英雄（日本電視台）
- 2007年：Good Job〜グッジョブ（NHK）
- 2008年：愛迪生之母（TBS電視）兼任第9集導演
- 2009年：零秒出手（富士電視台）
- 2010年：彩虹閃耀夏之戀（富士電視台）
- 2010年：提早十年愛上你（日语：10年先も君に恋して）（NHK）
- 2012年：Hungry！（關西電視台）
- 2013年：東京下町古書店（日本電視台）
- 2014年：落櫻繽紛（NHK）
- 2014年：聖女（NHK）
- 2014年：妻子們的新幹線（日语：妻たちの新幹線）（NHK）
- 2015年－2016年：阿淺來了（NHK晨間劇）
- 2017年：為你而聲（日语：この声をきみに）（NHK）
- 2017年：眩：北齋之女（日语：眩〜北斎の娘〜）（NHK）
- 2018年：未解決之女 警視廳文書搜查官（日语：未解決の女 警視庁文書捜査官）（朝日電視台）
- 2020年：未解決之女 警視廳文書搜查官2（朝日電視台）
- 2021年：直衝青天（NHK大河劇）
- 2023年：執行!!～狗和我和執行官～（朝日電視台）
- 2024年：松本清張特別劇 第二夜「玻璃城（日语：ガラスの城 (松本清張)）」（朝日電視台）
- 2025年：新・暴坊將軍（朝日電視台）
- 2025年：失憶殺人（NHK）
- 2025年：孤獨死又怎樣（NHK）
- 2025年：我們還不懂那顆星球的校規（關西電視台・富士電視台）

### 電影
- 2001年：CROSS（兼任導演）
- 2004年：戀文日和（日语：恋文日和） 〜あたしをしらないキミへ（兼任導演）
- 2004年：2番目の彼女（兼任導演）
- 2004年：半熟少女物語（日语：インストール (小説)）
- 2008年：重金搖滾雙面人
- 2008年：天堂門（日语：ヘブンズ・ドア）
- 2009年：賭博默示錄 人生逆轉遊戲
- 2009年：南國樂活之宿（日语：プール (2009年の映画)）（兼任導演）
- 2012年：宇宙兄弟
- 2012年：甜蜜小天使

## 導演作品

### 電影
- 2008年：貓咪心動奇蹟

## 小說
- 2010年：Birthday Eve（バースデーイヴ）（講談社）

## 獲獎紀錄
- 2001年：第28回日劇學院賞劇本獎（叫他第一名）
- 2005年：第23屆向田邦子獎（不愉快的基因）
- 2016年：第88回日劇學院賞劇本獎（阿淺來了）

## 外部連結
- Mika Ohmori在互联网电影资料库（IMDb）上的資料（英文）